# Blaser R8
Blaser R8 — мисливський карабін, який прийшов на зміну легендарному Blaser R93, був офіційно презентований на виставці IWA 2010 в Нюрнберзі (Німеччина). Удосконалення торкнулися не лише окремих вузлів і дизайну, але і конструкції в загальному.
Знаменитий поздовжньо-ковзний затвор прямої дії, отримав нову цангову личинку з більшою площею замикання (збільшилася на 45 % в порівнянні з попередником). Були введені зміни і в фіксацію бойової личини, що поліпшили міцність затвора в цілому. Успішно пройдені випробування в лабораторії DEVA тиском в 14500 Бар — найкраще підтвердження надійності і міцності!

## Опис конструкції
Збереглася колишня концепція модульності — при зміні ствола, змінюється личинка затвора і магазин відповідної групи калібрів. Важливо зробити застереження — за винятком кронштейнів під оптику, запчастини та вузли від R93 не підходять до нової моделі.
Кроком вперед став перехід на швидкознімний магазин, зробили обслуговування карабіна більш зручним, а його дозарядку на полюванні — миттєвою. У боротьбі за збереження компактності було прийнято оригінальне рішення — магазин виконаний єдиним блоком разом зі спусковий скобою і гачком. Вузол надійно кріпиться в ствольній коробці відразу двома замками-фіксаторами.
Залишилася і перевірена система ручного взведення бойової пружини, яка нагнітається пересуванням шибера — взводжувач вперед (знімається — навпаки). Таким чином, Ви можете швидко і безшумно підготувати зброю до стрільби, виключивши випадковий постріл в положенні зброї «патрон у патроннику».
Новий спусковий механізм без попередження, чітко спрацьовує при зусиллі в 750 гр.
Змінено форму ложі — форма пістолетної рукояті стала більш ергономічною, а прямий приклад відчутно знизив віддачу.

Основні характеристики:

Довжина ствола: стандартні калібри — 58 см / магнум — 65 см

Загальна довжина: стандартні калібри — 102 см / магнум — 109 см

Місткість магазина: основні калібри — 4 +1 / магнум — 3 +1 патрона

Маса: близько 3,3 кг

R8 — це КОНСТРУКТОР !

## Точність
Прецизійний спуск Blaser: Унікальна "суха " характеристика.

Ковані ствол та патронник: Ствол і патронник виготовлені методом холодного кування і ідеально концентричні.

Оптимальна постіль ствола: Постіль ствола з великою площею виключно в ствольної коробці. 

Сідельний кронштейн Blaser: Кріплення оптичного прицілу безпосередньо над патронником. Ствол коливається абсолютно вільно. СТП не схильна ніякому впливу. 

Радіальний затвор Blaser: Гранично міцний, з рівномірною тримкістю. Замикання цангою безпосередньо в стволі, без поворотного руху.

Приклад і цівка — фактори успіху: Розслаблене положення руки, що виробляє постріл. Крута пістолетна рукоятка з опуклістю " в долоню " і оптимальним відведенням. Пряма спинка приклада.

## Швидкість
Прямохідний затвор: Чудова скорострільність. Спокійне положення тіла.

Заміна магазина «наосліп»: Миттєво можна натиснути засувки вилучення магазина. Магазин вистрибує в долоню мисливця під дією пружини. Заряджений магазин можна вставити «наосліп». 

Два варіанти зарядки: Можлива також зарядка зверху.

iC — одна дія, дві функції: При взводі бойової пружини автоматично активується світиться точка (у комбінації з оптичним прицілом ZEISS iC).

## Безпечність
Система ручного взводу: Знята з взводу бойова пружина — найкраща система запобігання від несанкціонованого пострілу
Бойова пружина зводиться безпосередньо перед пострілом. Досить натиснути на повзун — і бойова пружина знову знімається зі взводу.

Захист від несанкціонованого використання: Якщо магазин не в зброї, повзун не може бути зведений.

Автоматика скидання з бойового взводу: Витягнення магазина автоматично знімає зброю з бойового взводу, якщо затвор закритий. 

Виняток випадкового відкриття: При знятому зі взводу зброї та зафіксованому затворі рукоятка затвора заблокована. Блокування затвора вимикається, якщо злегка натиснути повзун і одночасно потягнути рукоятку затвора назад. Бойова пружина при цьому не зводиться.

## Прикладність
Ідеальний баланс: Гармонійний баланс позитивно позначається на швидкій, зручній, напоготові до стрільби 

Просте розбирання: R8 можна розібрати в лічені секунди, укласти в рюкзак, а потім знову зібрати, СТП при цьому не зміниться.

Безпечне транспортування: Чудовий і непомітний захист. Для незнайомих зі зброєю компактний кейс не сприймається як збройовий кейс. Короткий і зручний. Розташування магазина над спуском призвело до значного скорочення загальної довжини карабіна R8 в порівнянні з звичайними карабінами з такою ж довжиною ствола.

## Надійність
Швидке розбирання — проста чистка: R8 можна розібрати і знову зібрати в лічені секунди. Його можна швидко і просто очистити від снігу, хвойних голок і бруду.

Блокування магазина: Вилучити магазин R8 можливо тільки при одночасному натисканні на обидві засувки вилучення магазина. Завдяки цьому практично виключено випадкове активування і випадання магазина. Наявний у магазині повзунок дозволяє додаткове блокування кнопок магазина.

Чудовий захист: Всі металеві деталі виконані з корозійностійких матеріалів або захищені від корозії за допомогою спеціальної обробки поверхні. Канал ствола і патронник мають поліровану поверхню і вимагають звичайного догляду. Закрита конструкція запобігає потрапляння сторонніх предметів. Захисна кришка запобігає забрудненню магазина, вийнятого з зброї.

Примусовий пристрій УСМ: Найвища надійність — навіть при обмерзанні і сильному забрудненні. При відкритті затвора спуск примусово зміщується у своє вихідне положення.

## Багатосторонність
Полювання по всьому світу з звичним карабіном: Завдяки змінним стволами з карабіном R8 можна полювати на всі види дичини по всьому світу. Зручне використання, звичне балансування і приклад — ось найцінніші фактори успіху.

При необхідності, заміна ложа: Благородне дерев'яне ложе можна берегти і замінювати на пластикове ложе R8 Professional.

Проста зміна оптичного прицілу: Можуть бути використані різні, пристріляються до кожного ствола оптичні та коліматорні приціли.

Контрастне прицілювання: Гранично швидке схоплювання цілі при пострілі з близької відстані завдяки білій контрастній смузі на цілику і білій прямокутній мушці. Приціл повністю виконаний зі сталі, що забезпечує його найвищу міцність.